# Kazimierz Romaniuk (ekonomista)
Kazimierz Romaniuk (ur. 1 kwietnia 1908 w Warszawie, zm. 2 kwietnia 1996) – polski ekonomista, statystyk i demograf,  w latach 1959–1965 rektor Szkoły Głównej Planowania i Statystyki w Warszawie (obecnie Szkoła Główna Handlowa).

## Biografia
Pochodził z robotniczej rodziny kolejarskiej z Warszawy. Ukończył Państwowe Gimnazjum im. Tadeusza Reytana w Warszawie (1927) i Szkołę Główną Handlową w Warszawie (praca dyplomowa w 1931 roku, magisterium w 1933 roku). W latach 1930–1934 pracował w Głównym Urzędzie Statystycznym, w latach 1934–1935 jako referendarz w Biurze Studiów Ministerstwa Skarbu, a w latach 1935–1939 w Związku Rewizyjnym Samorządu Terytorialnego. W okresie okupacji niemieckiej (1939–1945) był zatrudniony w Zarządzie Miejskim w Warszawie, od 1943 roku jako wicedyrektor Wydziału Statystycznego. W tym okresie prowadził działalność konspiracyjną w Biurze Informacji i Propagandy ZWZ-AK pod pseudonimem „Polak”, zajmując się studiami nad problematyką gospodarczą w Wydziale Informacji Biura (Podwydział W, referat W–3).
W latach 1945–1951 sprawował funkcję wiceprezesa Głównego Urzędu Statystycznego. W 1946 roku Szkoła Główna Handlowa nadała mu stopień naukowy doktora. W 1950 roku, po przekształceniu Szkoły Głównej Handlowej w Szkołę Główną Planowania i Statystyki, objął stanowisko prodziekana, a następnie dziekana Wydziału Statystycznego. W latach 1951–1959 (z roczną przerwą w roku akademickim 1955/1956) był prorektorem SGPiS, w latach 1959–1965 rektorem tej uczelni. W 1950 roku otrzymał nominację na stanowisko zastępcy profesora, w 1955 roku tytuł profesora nadzwyczajnego, a w 1962 roku profesora zwyczajnego. W 1978 roku przeszedł na emeryturę, lecz w dalszym ciągu prowadził w SGPiS wykłady i seminaria.
Zajmował się głównie statystyką ekonomiczną, a także teorią statystyki i demografii. W latach 1951–1978 pełnił w SGPiS funkcję kierownika Katedry Statystyki oraz Katedry Statystyki i Demografii. Od 1950 roku członek PZPR, pełnił wiele funkcji partyjnych, przez jedną kadencję zasiadał w Komitecie Warszawskim PZPR. Od 1955 roku wykładał w Instytucie Nauk Społecznych przy KC PZPR (później w Wyższej Szkole Nauk Społecznych przy KC PZPR). Był członkiem Polskiego Towarzystwa Statystycznego, założycielem i pierwszym prezesem Polskiego Towarzystwa Demograficznego, w późniejszym okresie jego prezesem honorowym. 
Został pochowany na cmentarzu Powązkowskim w Warszawie (kwatera 229 przed, rząd 1, miejsce 24, 25).

## Wybrane publikacje książkowe
- Statystyka ekonomiczna, Warszawa 1952–1958
- Teoria statystyki, Warszawa 1959
- Elementy ogólnej teorii statystyki, Warszawa 1962
- Statystyczna analiza struktury zjawisk ekonomicznych, Warszawa 1972
- Wykłady ze statystyki teoretycznej, Warszawa 1973
- Indeksy dynamiki zjawisk ekonomicznych, Warszawa 1976
- Wykłady z demografii, Warszawa 1978
- Studia z zakresu demografii: wybrane artykuły i referaty, Warszawa 1980

## Odznaczenia
- Order Sztandaru Pracy I klasy[1]
- Order Sztandaru Pracy II klasy[1]
- Krzyż Komandorski Orderu Odrodzenia Polski[3]
- Krzyż Oficerski Orderu Odrodzenia Polski[3]
- Krzyż Kawalerski Orderu Odrodzenia Polski[7]
- Złoty Krzyż Zasługi[3]
- Medal 30-lecia Polski Ludowej[3]
- Medal 10-lecia Polski Ludowej[3]
- Odznaka tytułu honorowego „Zasłużony Nauczyciel Polskiej Rzeczypospolitej Ludowej”[3]